# Числовое программное управление

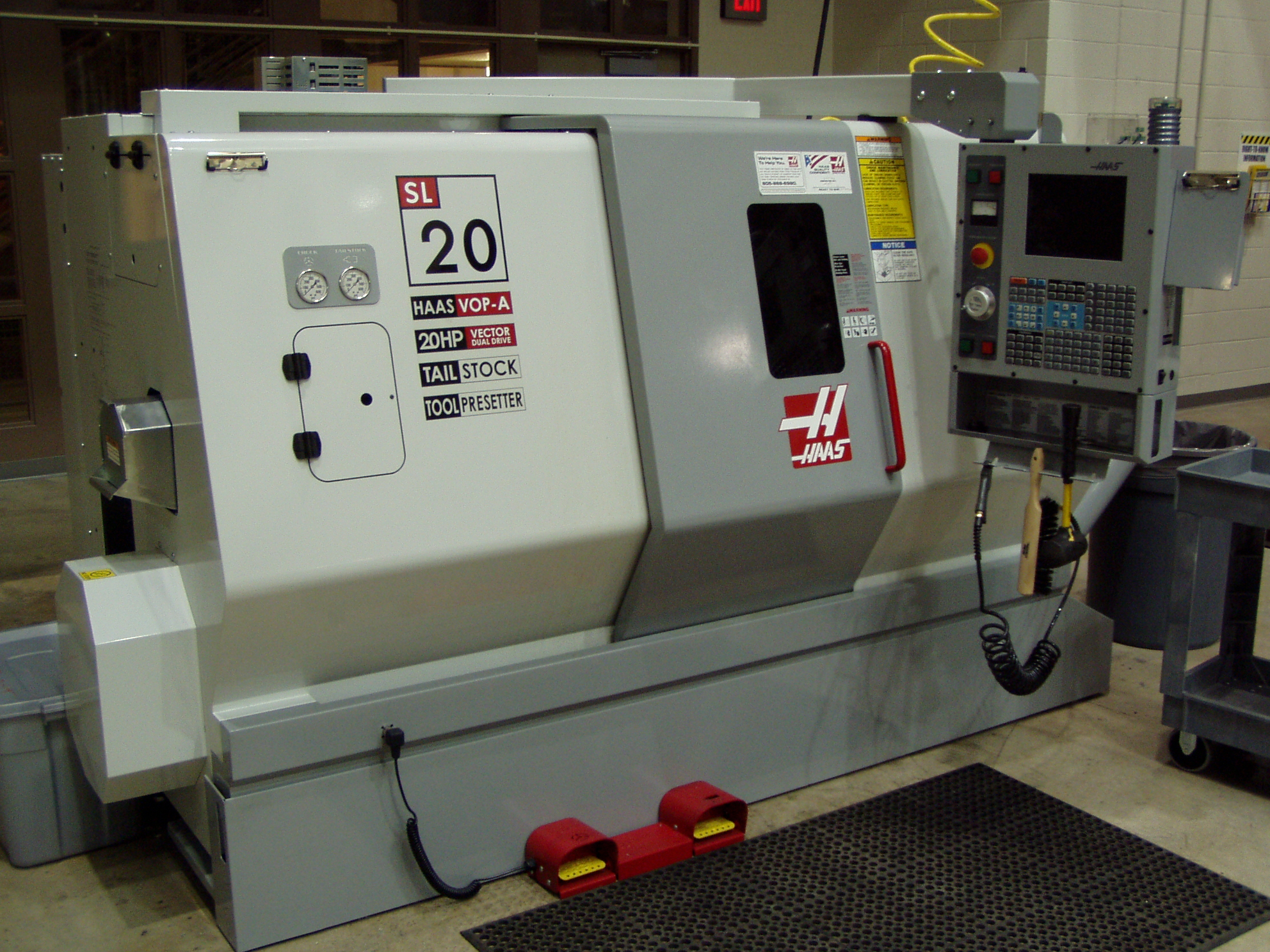
Токарно-фрезерный обрабатывающий центр с ЧПУ

Числовое программное управление (сокр. ЧПУ; англ. computer numerical control, сокр. CNC — компьютерное числовое управление)(программируемые станки)  — область техники, связанная с применением цифровых вычислительных устройств для управления производственными процессами.
Оборудование с ЧПУ может быть представлено:
- станочным парком, например, станками (станки, оборудованные числовым программным управлением, называются станками с ЧПУ) для обработки металлов (например, фрезерные или токарные), дерева, пластмасс;
- приводами асинхронных электродвигателей, использующих векторное управление;
- характерной системой управления современными промышленными роботами;
- периферийными устройствами, например: 3D-принтер, 3D-сканер.

## История
Сменяемые программы, нанесённые на перфокарты с помощью двоичного кода, использовались уже в жаккардовом ткацком станке, созданном в 1804 году. На перфокартах были закодированы два возможных положения исполнительного механизма — опуская или поднимая челнок, можно было программировать простые одноцветные узоры.
В XIX веке были разработаны механические исполнительные устройства на основе кулачкового механизма, похожие на используемые в механическом пианино. Хотя они позволяли плавно варьировать параметры движения обрабатывающих инструментов, процесс создания алгоритма обработки и требовал создания полноразмерных моделей детали.
Широкие возможности повышения уровня автоматизации, непосредственно влияющими на гибкость самого процесса переналадки станка, стали возможны после разработки и внедрения в систему управления промышленного станка числового программного управления. По сравнению с существовавшими ранее, функциональные команды на выполнение необходимых переключений или включений, величина и размерность пути перемещения рабочих органов, обработка сигналов определяющих состояние или положение управляющих и рабочих органов, получили удобный механизм ввода, коррекции и отображения в виде доступном и понятном органам восприятия оператором станка с максимально удобными и комфортными параметрами.
Изобретателем первого станка с электронным числовым управлением (англ. Numerical Control, NC) является Джон Пэрсонс (John T. Parsons), работавший инженером в компании своего отца Parsons Inc., выпускавшей в конце Второй мировой войны пропеллеры для вертолётов. Он впервые предложил использовать для обработки пропеллеров станок, работающий по программе, вводимой с перфокарт. В качестве привода впервые использовались шаговые искатели.
В 1949 году ВВС США профинансировали Parsons Inc. разработку станка для контурного фрезерования сложных по форме деталей авиационной техники. Однако компания не смогла самостоятельно выполнить работы и обратилась за помощью в лабораторию сервомеханики Массачусетского технологического института (MIT). Сотрудничество Parsons Inc. с MIT продолжалось до 1950 года. В том году MIT приобрел компанию по производству фрезерных станков Hydro-Tel и отказался от сотрудничества с Parsons Inc., заключив самостоятельный контракт с ВВС на создание фрезерного станка с программным управлением.
В сентябре 1952 года станок был впервые продемонстрирован публике — про него была напечатана статья в журнале Scientific American. Станок управлялся с помощью перфоленты.
Первый станок с ЧПУ отличался особой сложностью и не мог быть использован в производственных условиях. Первое серийное устройство ЧПУ было создано компанией Bendix Corp. в 1954 году и со следующего года стало устанавливаться на станки. Широкое внедрение станков с ЧПУ шло медленно. Предприниматели с недоверием относились к новой технике. Министерство обороны США вынуждено было на свои средства изготовить 120 станков с ЧПУ, чтобы передать их в аренду частным компаниям.
Первыми советскими станками с ЧПУ промышленного применения являются токарно-винторезный станок 1К62ПУ и токарно-карусельный 1541П. Эти станки были созданы в первой половине 1960-х годов. Станки работали совместно с управляющими системами типа ПРС-3К и другими. Затем были разработаны вертикально-фрезерные станки с ЧПУ 6Н13 с системой управления «Контур-ЗП». В последующие годы для токарных станков наибольшее распространение получили системы ЧПУ советского/российского производства 2Р22 и «Электроника НЦ-31».. Базовыми системами ЧПУ в СССР были НЦ-31 и 2Р22 (токарная группа) и 2С42 и 2Р32 (фрезерная группа). 
Серийный выпуск собственных образцов промышленного оборудования с ЧПУ был освоен в Болгарии.
Числовое программное управление также характерно для систем управления современными промышленными роботами.
Аббревиатура «ЧПУ» соответствует двум англоязычным — NC и CNC, — отражающим эволюцию развития систем управления оборудованием.
1. Системы типа NC (англ. Numerical control), появившиеся первыми, предусматривали использование жестко заданных схем управления обработкой.

Для реализации этого уровня характерны задание "программы" с помощью матрицы их штекерных гнёзд (позднее заменённых на декадные переключатели), располагаемых горизонтальными "строчками" в несколько "столбцов". Каждое отверстие штекерного гнезда предназначено для "ввода" команды управления одного технологического перехода (операции). Получение разных функций в команде достигалась различными кодовыми комбинациями выступов и впадин на ножке ключа, вставляемого в гнездо — происходило переключение контактных групп кодовых реле в цепях управления станком. Корректировка (изменение) технологического шага производилась извлечением и переустановкой ключа с ножкой иной формой. Шаговое устройство, по мере опроса очередного штекерного гнезда, определяло отсутствие в гнезде ключа (и соответственно пропуск команда) либо же считывало закодированную информацию и вносило изменение в цепь управления соответствующего рабочего органа станка. Данный тип первоначально практически исключал возможность хранения "программ" на внешних носителях, но со временем появились (например, система управления DATA-MODUL станка SCHIESS-FRORIEP, DATAPROG) съёмные пластиковые матрицы, которые накладывались на штекерные гнёзда и путём снятия которых технологическая "программа" в виде определенной комбинации ключей, установленных напротив соответственных штекерных гнёзд, снималась и могла быть сохранена для дальнейшего повторного использования или перенесена на другой станок с такой же системой управления станком. Такой способ хранения позволял сохранять лишь общий "скелет" технологической программы без параметров, например удавалось закодировать включение подачи какой либо оси, но скорость и перемещение на этом цикле приходилось устанавливать оператору станка вручную. Каких-либо устройств оперативного хранения данных, управляющих процессоров не предусматривалось.
Точность позиционирования инструмента в такой системе управления, для выхода в размер и достижения точности обработки детали без снижения общей скорости обработки, требовала для гашение инерционных сил применения ступенчатого торможения и определения тормозного пути, сложного плохо поддающегося предварительному расчёту в силу взаимодействия ряда переменных и постоянных факторов: массы движущихся частей станка и детали, качество поверхностей трения и величина зазора, первоначальная скорость, интенсивность торможения, наличие и характер смазки. В советских станках эти вычисления производились устройством типа Ф5134, которым оснащались подвесные пульты управления станком моделей 1512Ф1, 1516Ф1, 1525Ф1 и 1Л532Ф1 выпускаемые Краснодарским станкостроительным заводом им. Седина Сафранович А.А. Карусельные станки / рецензент лауреат Государственной премии СССР С.П.Налетов. — М.: Ордена Трудового Красного Знамени издательство «Машиностроение», 1983. — С. 22, 191. — 263. — 8000 экз. — ISBN ББК 34.63-5..
С появлением и совершенствованием датчиков линейного перемещения и изменения угла поворота, появилась возможность, например связать величину пройденного суппорта пути с вращением планшайбы, что позволило автоматизировать (в отличие от ранее существовавшего механического способа управления подач) токарную обработку, например нарезание резьбы на токарно-карусельных станках или вести обработку конической поверхности что требовало кроме основного вращения планшайбы, управляемой траектории движения резца достигаемой одновременным перемещением приводов горизонтального и вертикального суппортов.
1. Более современные системы ЧПУ, называемые CNC (англ. Computer numerical control), — системы управления, позволяющие использовать для модификации существующих/написания новых программ программные средства. Базой для построения CNC служат современный (микро)контроллер или (микро)процессор:
  1. микроконтроллер,
  2. контроллер с программируемой логикой,
  3. управляющий компьютер на базе микропроцессора.

Возможна реализация модели с централизованным автоматизированным рабочим местом (например, ABB Robot Studio, Microsoft Robotics Developer Studio) с последующей загрузкой программы посредством передачи по промышленной сети.
Крупнейшими производителями станков с числовым программным управлением по состоянию на 2013 год являлись Германия (14 млрд долл), Япония (13 млрд долл), Китай (8 млрд долл). Крупнейшими потребителями станков являются: Китай (11 млрд долл), США (8 млрд долл), Германия (7 млрд долл).

## Аппаратное обеспечение
Структурно в состав ЧПУ входят:

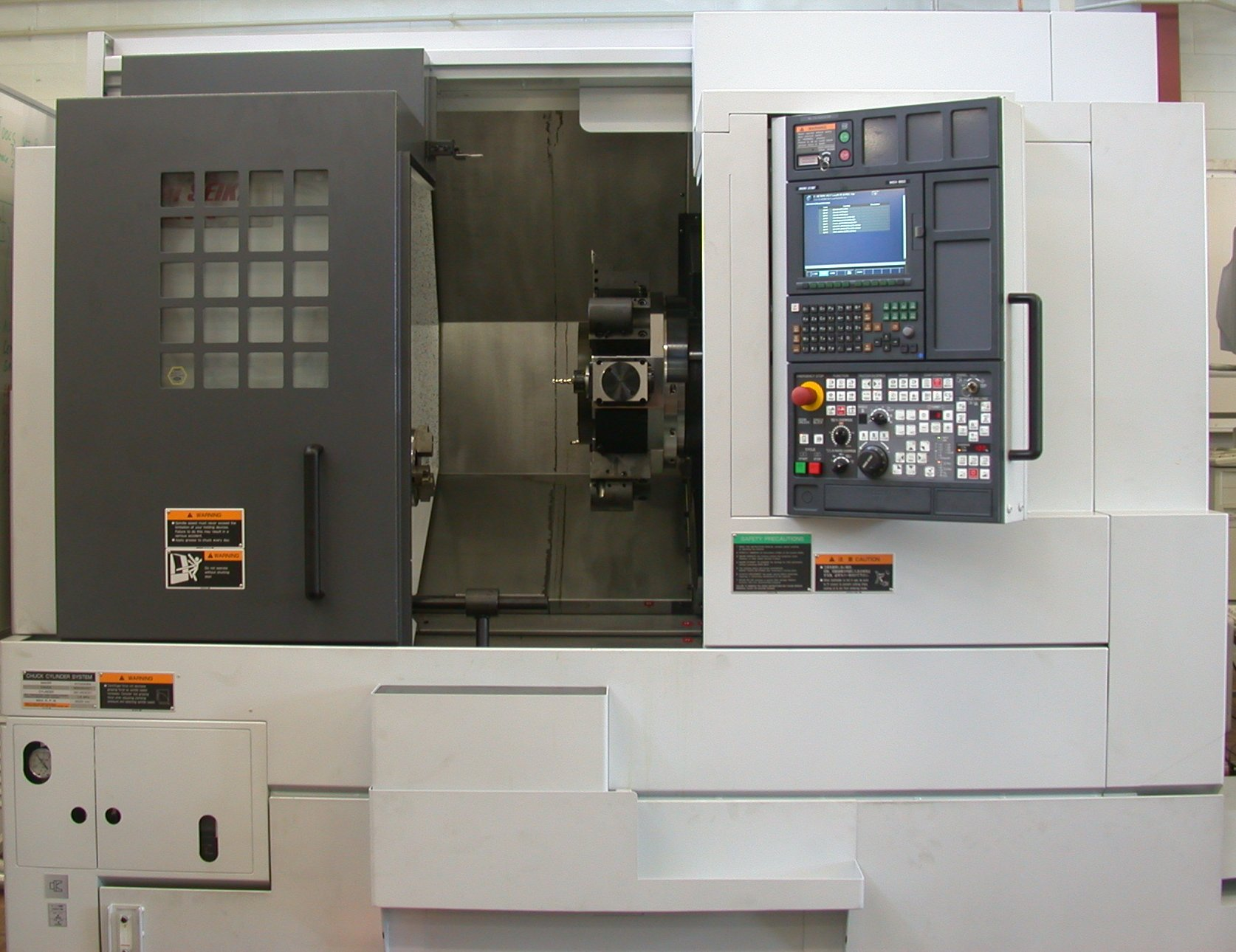
Токарный станок с системой управления ЧПУ

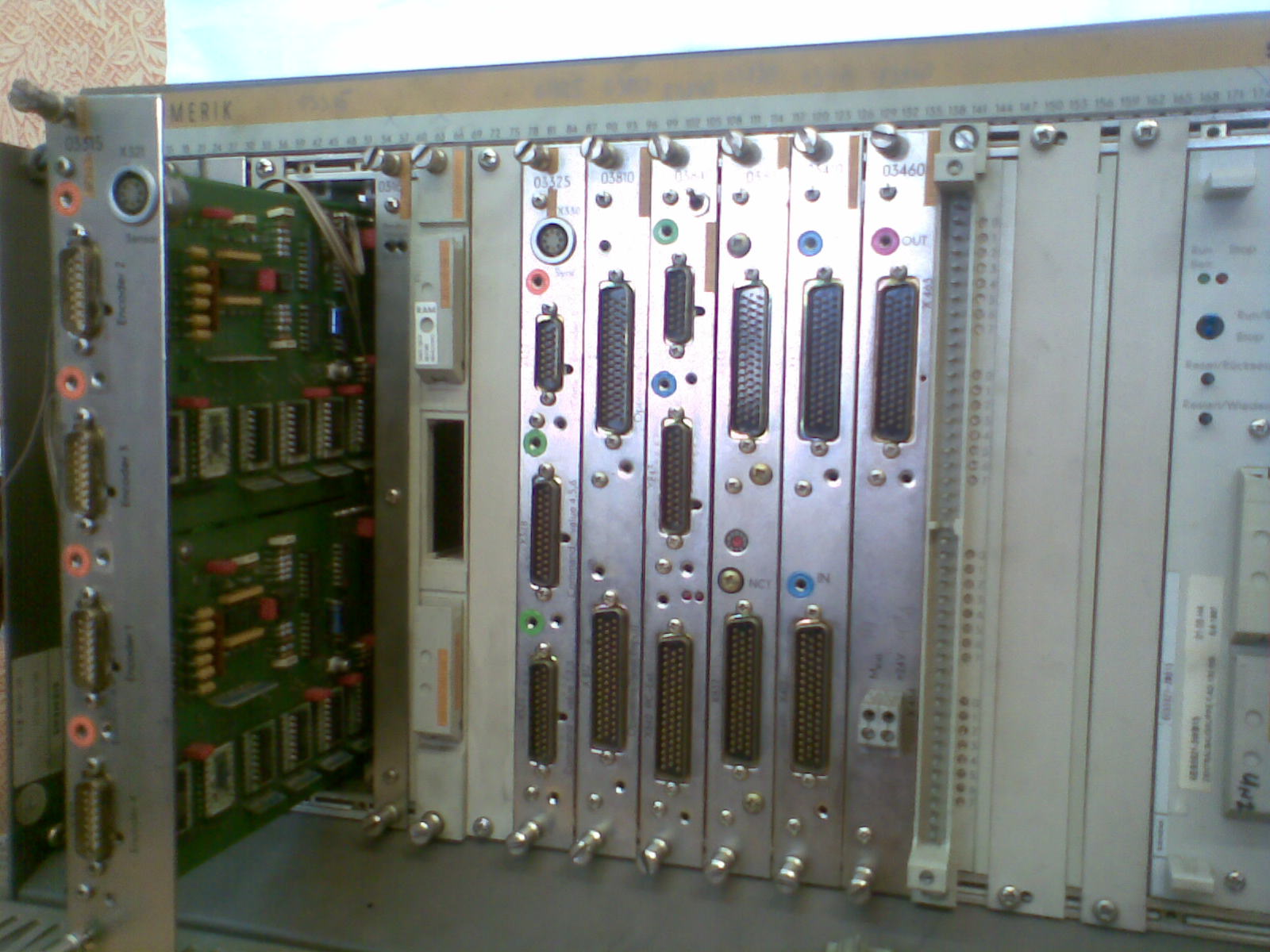
Корзина с контроллерами и платами обвязки Siemens Sinumerik. Выдвинута плата энкодеров

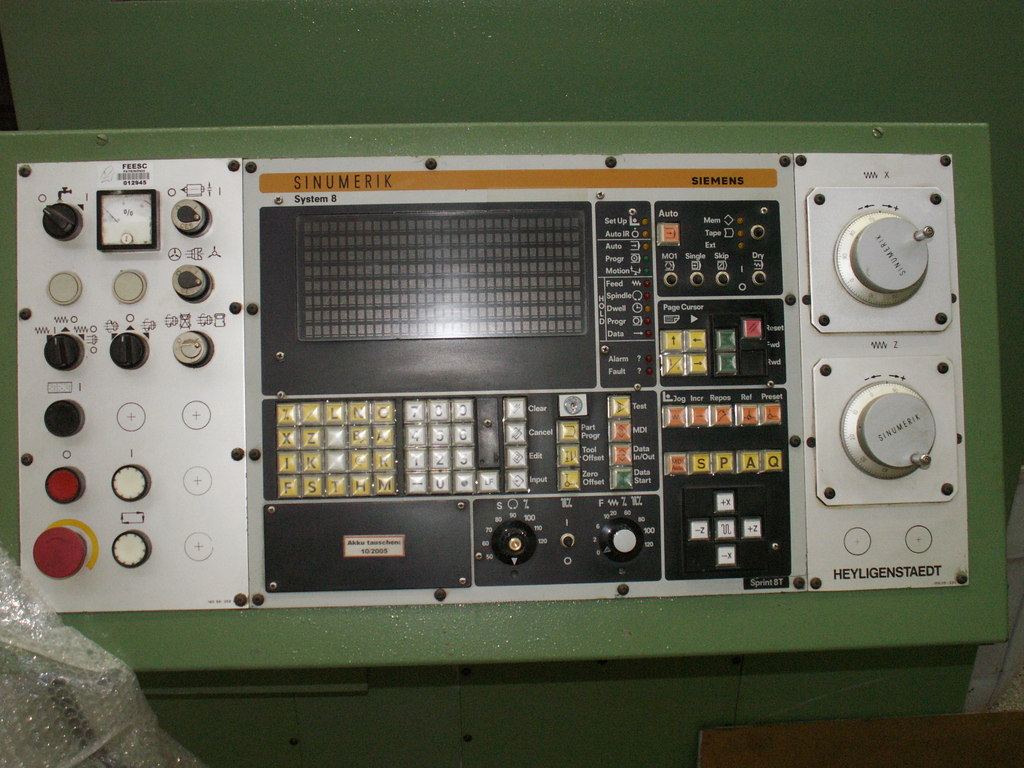
Панель управления ЧПУ Siemens Sinumerik (начало 1980-х гг.)

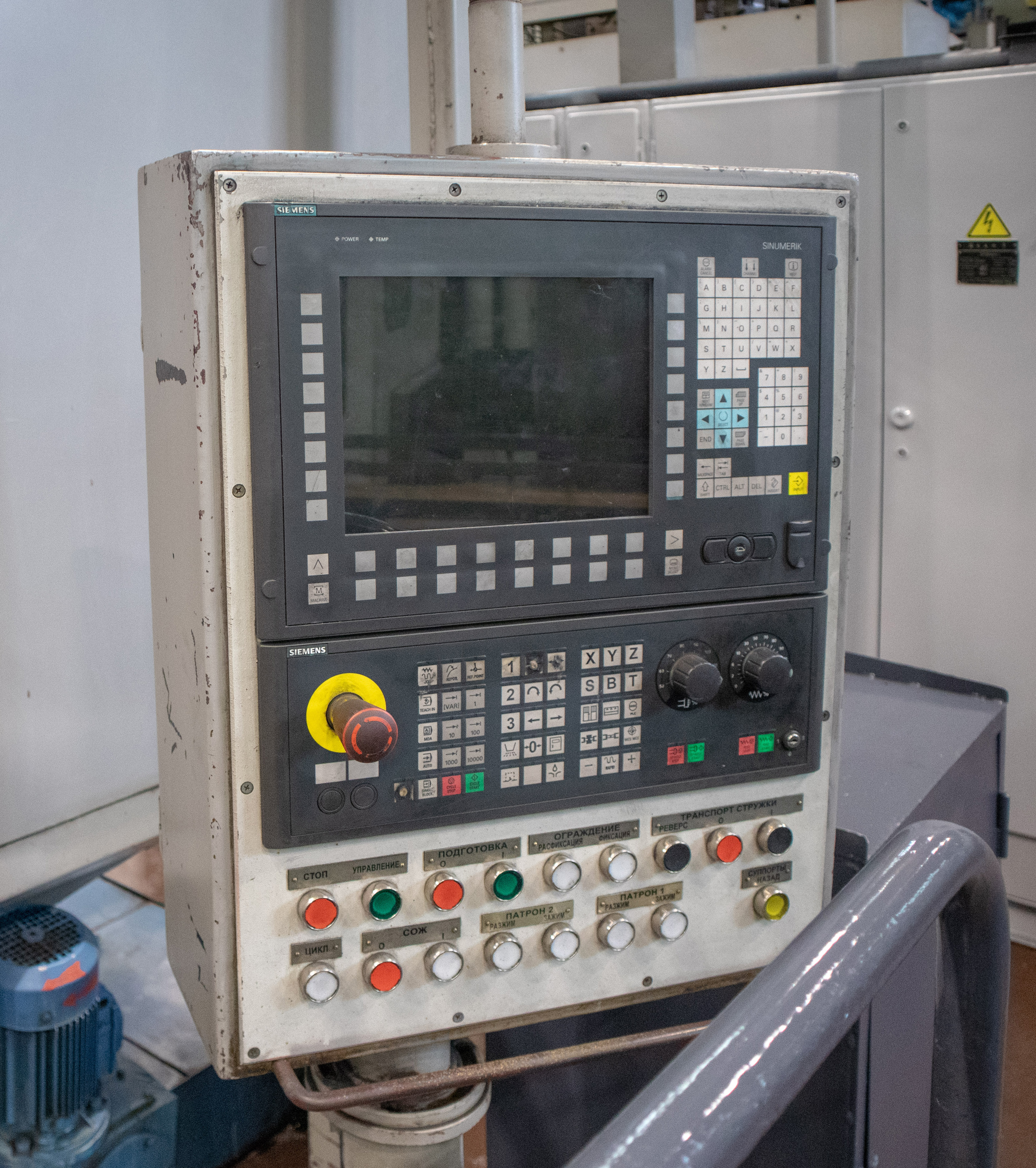
Панель управления ЧПУ Siemens Sinumerik (начало 2000-х гг.)

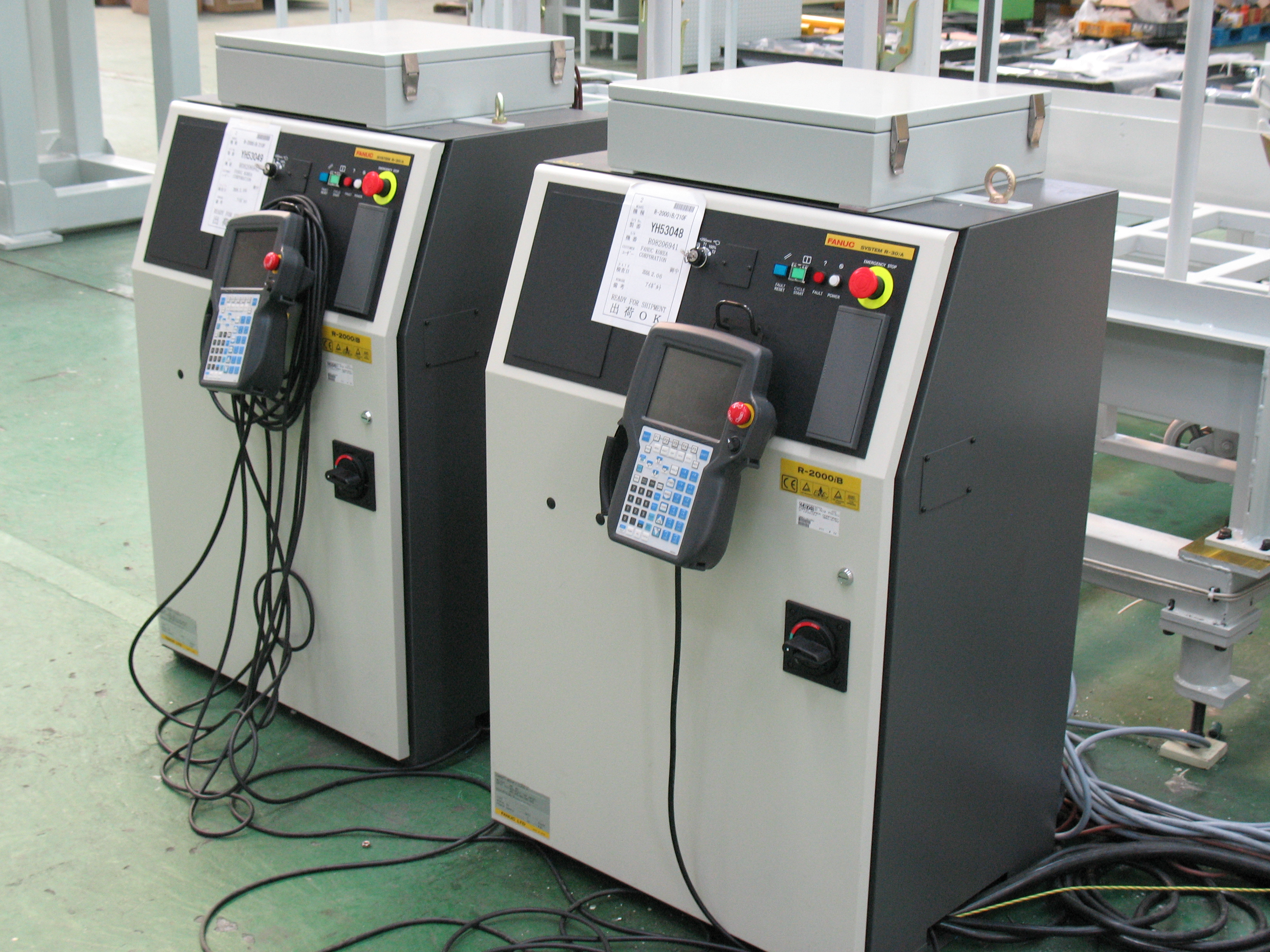
Шкафы систем управления двух промышленных роботов FANUC R200iB

- пульт оператора (или консоль ввода-вывода), позволяющий вводить управляющую программу, задавать режимы работы; выполнить операцию вручную. Как правило, внутри шкафа пульта современной компактной ЧПУ размещаются её остальные части;
- дисплей (или операторская панель) — для визуального контроля режимов работы и редактируемой управляющей программы/данных; может быть реализован в виде отдельного устройства для дистанционного управления оборудованием;

- контроллер — вычислительное устройство, решающее задачи формирования траектории движения режущего инструмента, технологических команд управления устройствами автоматики станка, общим управлением, редактирования управляющих программ, диагностики и вспомогательных расчетов (траектории движения режущего инструмента, режимов резания);
- ПЗУ — память, предназначенная для долговременного хранения (годы и десятки лет) системных программ и констант; информация из ПЗУ может только считываться;
- ОЗУ — память, предназначенная для временного хранения управляющих программ и системных программ, используемых в данный момент.

В роли контроллера выступает промышленный контроллер, как то: микропроцессор, на котором построена встраиваемая система; программируемый логический контроллер либо более сложное устройство управления — промышленный компьютер.
Важной характеристикой CNC-контроллера является количество осей (каналов), которые он способен синхронизировать (управлять) — для этого требуется высокая производительность и соответствующее программное обеспечение.
В качестве исполнительных механизмов используются сервоприводы, шаговые двигатели.
Для передачи данных между исполнительным механизмом и системой управления станком обычно используется промышленная сеть (например, CAN, Profibus, Industrial Ethernet).
Крупнейшие производители систем ЧПУ (по данным на 2009 год):
- Fagor Automation — 8037, 8055, 8060, 8065, 8070;
- FANUC — 0i-MD, 0i-TD, 0i-PD, 0i Mate-MD, 0i Mate-TD, 30i-MODEL B;
- Fidia — nC 12R, nC 15, C10, C20, C40;
- HAAS;
- Heidenhain — TNC 128, TNC 320, TNC 620, TNC 640, MANUALpus 620, CNC PILOT 640;
- Mitsubishi Electric — C70, M70V, M700V;
- Rexroth Bosch Group — IndraMotion MTX micro, IndraMotion MTX standard, IndraMotion MTX performance, IndraMotion MTX advanced;
- Siemens — Sinumerik 802D, 808D, 810D, 828D, 840D.

## Программное обеспечение
После того как составлена управляющая программа, оператор при помощи программатора вводит её в контроллер. Команды управляющей программы размещаются в ОЗУ. В процессе создания или после ввода управляющей программы оператор (в данном аспекте выполняющий функцию программиста) может отредактировать её, включив в работу системную программу редактора и выводя на дисплей всю или нужные части управляющей программы и внося в них требуемые изменения. При работе в режиме изготовления детали управляющая программа кадр за кадром поступает на выполнение. В соответствии с командами управляющей программы контроллер вызывает из ПЗУ соответствующие системные подпрограммы, которые заставляют работать подключенное к ЧПУ оборудование в требуемом режиме — результаты работы контроллера в виде электрических сигналов поступают на исполнительное устройство — приводы подач, либо на устройства управления автоматикой станка.
Управляющая система считывает инструкции специализированного языка программирования (например, G-кода) программы, который затем интерпретатором системы ЧПУ переводится из входного языка в команды управления главным приводом, приводами подач, контроллерами управления узлов станка (например, включить/выключить подачу охлаждающей эмульсии).
Разработка управляющих программ в настоящее время выполняется с использованием специальных модулей для систем автоматизированного проектирования (САПР) или отдельных систем автоматизированного программирования (CAM), которые по электронной модели генерируют программу обработки.
Для определения необходимой траектории движения рабочего органа в целом (инструмента/заготовки) в соответствии с управляющей программой используется интерполятор, рассчитывающий положение промежуточных точек траектории по заданным в программе конечным.
В системе управления, кроме самой программы, присутствуют данные других форматов и назначения. Как минимум, это машинные данные и данные пользователя, специфически привязанные к конкретной системе управления либо к определённой серии (линейке) однотипных моделей систем управления.
Программа для станка (оборудования) с ЧПУ может быть загружена с внешних носителей, например, магнитной ленты, перфорированной бумажной ленты (перфоленты), дискеты или флеш-накопителей в собственную память либо временно, до выключения питания — в оперативную память, либо постоянно — в ПЗУ, карту памяти или другой накопитель: жёсткий диск или твердотельный накопитель. Помимо этого, современное оборудование подключается к централизованным системам управления посредством заводских (цеховых) сетей связи.
Наиболее распространенный язык программирования ЧПУ для металлорежущего оборудования описан документом ISO 6983 Международного комитета по стандартам и называется «G-код». В отдельных случаях — например, системы управления гравировальными станками — язык управления принципиально отличается от стандарта. Для простых задач, например, раскроя плоских заготовок, система ЧПУ в качестве входной информации может использовать текстовый файл в формате обмена данными — например, DXF или HPGL.

### Практическая организация
- Автоматизированная система управления (АСУ)
  - АСУ ТП

### Программное обеспечение
- Параметрическое программирование
- G-code

### Автоматизация, в том числе с использованием компьютера
- CAx
  - CAM
  - CAD
  - CAE
- ADEM
- SprutCAM
- NX CAM
- Mathcad
- SCADA
- Windows Embedded
- Windows Server

### Промышленная автоматизация и частные аспекты
- Промышленная автоматика
- Промышленный контроллер
- Микроконтроллер
- Встраиваемые системы
- Человеко-машинный интерфейс
- Операторская панель

### Разработка и аппаратное обеспечение
- Наноробот
- Программируемая материя
- Молекулярный компьютер
- ДНК-компьютер